# Leão (departamento)
Leão (em castelhano: León) é um departamento da Nicarágua, sua capital é a cidade de  León.

## Geografia
O departamento de León é banhado a oeste pelo Oceano Pacífico e a sudeste pelo lago Manágua. Seu relevo é acidentado pela cordilheira dos Marrabios, que termina no vulcão Momotombo, com 1630 metros de altura. É cortado pelos rios Telica, León, Tamarindo e Santa Ana.

## Economia
A principal atividade econômica do departamento a agricultura e pecuária. Possui minas de ouro e algumas indústrias (açúcar, fósforo, sabão, farinha, etc)

## Municípios
1. El Jicaral
2. El Sauce
3. La Paz Centro
4. Larreynaga
5. León
6. Nagarote
7. Quezalguate
8. San José de Achuapa
9. Santa Rosa del Peñón
10. Telica